# Sejangko I
Sejangko I is een bestuurslaag in het regentschap Ogan Ilir van de provincie Zuid-Sumatra, Indonesië. Sejangko I telt 1015 inwoners (volkstelling 2010).